# Gare de Beaugency
Gare de Beaugency – stacja kolejowa w Beaugency, w departamencie Loiret, w Regionie Centralnym, we Francji.
Jest stacją Société nationale des chemins de fer français (SNCF), obsługiwaną przez pociągi Aqualys i TER Centre  kursujących między Tours, Orleanem.

## Położenie
Znajduje się na wysokości 108 m n.p.m. na km 148,235 linii linii Paryż – Bordeaux, pomiędzy stacjami Baule i Mer.

## Usługi
Stacja jest obsługiwana przez pociągi Aqualys kursujące między Tours i Paryżem lub Orleanem oraz TER Centre między Blois, Tours i Orleanem.